# ペリコ・アロンソ
ミゲル・アンヘル・'ペリコ'・アロンソ・オヤルビデ（Miguel Ángel 'Periko' Alonso Oyarbide, 1953年2月1日 - ）は、スペイン・ギプスコア県トロサ出身の元サッカー選手、元サッカー指導者。ポジションはミッドフィールダー。スペイン代表。
レアル・ソシエダ、FCバルセロナ、CEサバデルの3クラブでプレーし、計10シーズンでプリメーラ・ディビシオン計10シーズンで273試合に出場して42得点を挙げた。1980年から1982年にはスペイン代表としてプレーし、自国開催の1982 FIFAワールドカップに出場した。

## 経歴

### 選手としての経歴
ギプスコア県トローサに生まれた。24歳だった1977-78シーズンにレアル・ソシエダでトップチームデビューした。1980-81シーズンには33試合に出場して3得点を挙げ、チームはリーグ初優勝を果たした。1981-82シーズンには31試合に出場して7得点を挙げ、チームはリーグ2連覇を果たした。この黄金期のレアル・ソシエダには、ヘスス・マリア・サトゥルステギ、ヘスス・マリア・サモラ、キーパーのルイス・アルコナーダ、アルベルト・ゴリス、ロベルト・ロペス・ウファルテ、アグスティン・ガハーテ、イナシオ・コルタバリア、若手のホセ・マリア・バケーロなどがいた。
1980年9月24日にハンガリーのブダペストで行われたハンガリー代表との親善試合でスペイン代表デビューした。1981年11月18日にポーランドのウッチで行われたポーランド代表との親善試合で代表唯一の得点を挙げた。2次リーグ敗退に終わった1982 FIFAワールドカップ後にスペイン代表から引退した。
ワールドカップ後の1982年にFCバルセロナに移籍した。1982-83シーズンにはコパ・デル・レイで優勝し、1983-84シーズンにはスーペルコパ・デ・エスパーニャで優勝している。1984-85シーズンにはリーグ優勝したものの、自身は2試合に出場したのみだった。
1985年にはセグンダ・ディビシオンのCEサバデルに移籍し、1985-86シーズンにはプリメーラ・ディビシオン昇格を助けた。1986-87シーズンの第1フェイズは17位だったが、第2フェイズでは15位に順位を上げて降格を回避した。1987-88シーズン終了後にはセグンダ・ディビシオン降格となり、自身も現役から退いた。

### 代表での得点
| #  | 日付           | 都市   | 場所        | 相手       | スコア | 結果 | 大会     |
| -- | -------------- | ------ | ----------- | ---------- | ------ | ---- | -------- |
| 1. | 1981年11月18日 | ウッチ | Stadion ŁKS | ポーランド | 2–3    | 2–3  | 親善試合 |

### 指導者としての経歴
1988年の現役引退後すぐに指導者キャリアを開始し、主にバスク州のクラブの監督を務めた。1998-99シーズンにはセグンダ・ディビシオンのエルクレスCFをセグンダ・ディビシオンBに降格させている。1999-2000シーズンの残り10試合ではレアル・ソシエダの監督を引き受けたが、シーズン終了後に指導者を引退した。

## 家族
息子のミケル・アロンソとシャビ・アロンソもサッカー選手であり、いずれもミッドフィールダーとしてプレーしている。それぞれレアル・ソシエダでプレーし、シャビ・アロンソはリヴァプールFC、レアル・マドリード、バイエルン・ミュンヘン、スペイン代表でもプレーした。

## タイトル
レアル・ソシエダ
- プリメーラ・ディビシオン(2): 1980–81, 1981–82

FCバルセロナ
- プリメーラ・ディビシオン(1): 1984–85
- コパ・デル・レイ(1): 1982–83
- スーペルコパ・デ・エスパーニャ(1): 1983
- コパ・デ・ラ・リーガ(1): 1983